# 张楼农场
张楼农场是中华人民共和国江苏省徐州市邳州市下辖的一个类似乡级单位。

## 行政区划
下辖以下地区：
张楼农场村。